# Tmesiphantes physopus
Tmesiphantes physopus é uma espécie de aranha pertencente à família Theraphosidae (tarântulas).